# Епитафи у Рогачи
Епитафи у Рогачи представљају значајна демографска, епиграфска и фамилијарна сведочанства преписана са надгробних споменика у драгачевском селу Рогача, Општина Лучани.
Село Рогача смештено је у долини с јужне странине планине Јелице. Осим Гуче са јужне стране, Рогача се граничи са атарима села Граб, Горачићи и Тијање и Турица. Кроз село пролазе два пута − стари и нови − који повезују Гучу и Чачак.
Село Рогача се под овим називом први пут помиње у турском дефтеру из 1476. године. Спискови становника од 15. века до 1863. године (када је извршен први општи попис становништва и имовине Кнежевине Србије) објављени су у публикацији Јовише Славковића „Становништво Драгачева”.
У Рогачи постоје остаци два стара „грчка гробља”, са надгробним обележјима у облику неправилних стена или великих плоча од пешчара. Становници Рогаче сахрањивани су у гробљу Чукар (које се сада налази у атару села Граб) и главном сеоском гробљу Црквине, прозваном по локалитету где се некада налазила сеоска богомоља.

## Гробље Чукар

### Споменик Миладину Станишићу (†1837)
1802 године роди се Миладин Станишић пресели у вијечност 1837 Јануарија 1
Ристо подписа

### Споменик Василији Дмитровић (†1843)
Овде почива ВАСИЛИЈА супруга Ивана Дмитровића поживи: 35: г, умре 6 мар: 1843: г.
писа Милое от села Рогаче

### Споменик Ивану Живковићу (†1848)
ОВДЕ
ПОЧИВА РАБЪ
БОЖİЍ ИВАНЪ
ЖИВКОВИЋЪ
БЫВШИ КМЕТЪ
ГЛАВНİИЍ Ж:С
РОГАЧЕ ПОЖИ
ВЫ 50. Г: УМРİЕ
3. АПРИ: 1848

### Споменик Цмиљани Живковић (†1849)
Овде почива Цмиљана кћи Г: Маиора кавалера Милована Неделковића, из Вирова, а супруга Сима сина Ивана Живковића кмета: рогачког поживе 25. Г: умре. 25. декембра 1849
и чедо иој Арсеније поживи 4. м: умре 1848 Г.

### Споменик Радовану Живковићу (†1863)
ОВ:
ДЕ ПОЧИ:
ВА Р. БОЖ
РАДОВАН
ЖИВКОВİЋ
ИЗ РОГАЧЕ
ПОЖИВИ 37
Г. ЯУМРЕ 12
ЯВГУСТА
У 1863.Г

### Споменик Николи Жуштрићу (†1877)
Овде
Почiва блаже
но упокоеньи
рабъ божiи
НИКОЛА +
жуштрићъ
изовог села Ро
гаче: коѝ у че=
сти Поживио
46. год а прес=
тавиосе ... октом
бра 1877. Г
iбог даму ду:
шу прости
Споменуга суп
руга његова Кр
уна, са сином
жiвоiнъ

### Споменик Маринку Достанићу (†1882)
Омили
моји роде При
ђите блјиже
овде, тереците
бог да прости
раба божијег
МАРИНКА+
достанића из
села турице,
акоије Поживи
јо учести 42: Г.
апреставијосе
увијечни Живот
20.фебр. 1882. Г.
А маринкоје до
станић пожiвијо
код свог шурака
тома перишића
10.година у рога=
чи· Аумријеше у
10 дана обадва.
Овај
Спомен подiжему
савка његова жена

### Споменик Светозару Пропадовићу (†1897)
У овом Мрачном гробу Почивају Земни остатци: нашег никад заборављеног Брата: Светозара Пропадовића, из Рогаче. Бивши Занатом калва Бакалски. И служећи у сталном кадру разболи се: у својој 22 Год. Умре 8. априла 1897. Год.
Бог да га прости
Овај му спомен, подигоше његова благодарна Браћа Радисав Радосав и вељко трговац из Чачка

### Споменик Мићу Димитријевићу (†1898)
Пред овим Ладним Спомеником Сарањен је Мићо син пок. Маринка Димитријевића из Рогаче који је погинуо од зликоваца у селу Грабу 2. Априла 1898. Год. у својих 14 Год.
Бог да му душу прости
Запис учини његов брат Милосав

### Споменик Милићу Живковићу(†1907)
Овде је сарањен Милић Живковић бив. трговац из Рогаче живе 27 година а тргујући погибе са коња код луњевачке чесме 8 маја 1907. год.

### Споменик Милуну А. Мрдаковићу (†1915)
Овде почива  Милун А. Мрдаковић из Рогаче. Бивши војник пекарске чете Шумадијске дивизије I позива. Кои у рату од тешких рана своје младости од 28 год. а умро је у селу Раткову марта 1915. год и тамо је сарањен
Запис учини његов Брат Милосав

### Споменик Видосаву Димитријевићу (†1916)
Пред овим Ладним Спомеником Сахрањени су Посмртни остатци Видосав син Маринка Димитријевића из Рогаче, војник 2.чете I бат. II шумадинског пука. Угинуо 24. јуна 1916. Год. на Јадранском Мору у лађама од непријатеља у својих 19 година
Бог даму душу прости
Спомен подиже његов Брат Милосав

### Споменик Радисаву Пропадовићу (†1924)
Ево гроба вечног двора који тико показује вечите земне остатке дичног Србина Радисава Пропадовића из Рогаче који часно поживи 63 Год. а престави се у вечност 16. маја 1924. год. по старом старом календару
Бог да му опрости племениту душу
Спомен овај подигоше му супруга Винка и синови Богољуб Јездимир и Младен и остала родбина

### Споменик Маринку Димитријевићу (†1926)
Пред овим Ладним Спомеником Посмртни остатци Маринка Димитријевића из Рогаче. поживи 73. г. Преставио се у Вечност 8. фебруара 1926. Год.
Бог да му душу прости
Спомен подиже му његов син Милосав

### Споменик Миладину Станишићу (†1946)
Милисав М. Димитријевић из Рогаче који поживи 61 год. Умро 1. IX 1946. Г. У рату од 1912 до 1915. Г. На Церу са медаљом.
Бог да му душу прости
Спомен подиже жена Пелагија и зет Тихомир

## Гробље Црквине

### Споменик Радоњи Вујовићу Симовићу (†1837) у Рогачи
1837
Ође почивају кости Раба Божијего Радоње Вуиовића Симовић + 18 декемврија

### Споменик Мијаилу Радоњићу (†1838) у Рогачи
1838
Зде Почива раб Божи Мијаило Радоњић 20. година Ж

### Споменик Луки Петровићу (†1850) у Рогачи
1850
овде почива Лука Петровић поживе 60 Г: умре 4 Марта
Ови биљег удари му ж[ена] Лепосава и Радисав радов: из Живице и кћери Его Анка и Станица и Роса

### Споменик Радовану Зоћевићу (†1852) у Рогачи
1852
овде почива Радован Зоћевић Миловано: поживи 48. Г: умре 19. Ф: честно са својом супругом Пејком поживи... заедно умреше
писа Радосав Чикириз села Ртију

### Споменик Јовану Драговићу (†1866) у Рогачи
овде почива Раб Бо: Иован Драговић Бивши Кмет из С[ела] рогаче Поживи 84 г. умре 20 Ф: 1866 . Г.
оваи билег удариму Син Его кмет Паун
писа Глишо Пуза

### Споменик Милисаву Радоњићу (†1867) у Рогачи
Овде су тико смирени телесни останци Раба Божиег Милисава Радоњића житеља рогачког и кмета обшт[тине] грабске: и рогачке. кои поживи чесно од своег рођења 60.Год: и преселисе у вечнос 28-г Јануара у 1867 Год.
Бог да му душу прости
Споменуга Иово и Милое и Милија Синови Его

### Споменик Мијаилу Радињићу (†1870) у Рогачи
С десне стране свог ђеда тико почива Младенац Мијаило син Јова Радоњића из Рогаче коие као ђак I разреда Слушао наук у школи Горачкои Преставиосе у најлепшем цвету од 11 год. 15 Марта у 1870 Г. На жалост свом роду...

### Споменик Павлу Зоћевићу (†1871) у Рогачи
Овде почива тико раб божи Павле Зоћевић Житељ рогачки бивши кмет рогачки А кои чесно и поштено Поживи 46. Год: а преселио се у вечност 14-го Марта 1871. Г:
и бог даму душу прости и вовјеки амин
писа Глишо Дмитрић из Котраже

### Споменик Миловану Радоњићу (†1900) у Рогачи
Спомен овај показује Милована Радоњића из Рогаче коије сваком Србину и Србском сину душевно пријатељ био и чесно поживио 105. Год. Престависе у вечност 14. јануара 1900. Г.
Бог да му душу прости
Спомен овај подиже благодарни син Светозар

## Крајпуташи у Рогачи

### Крајпуташ Кости Костатиновићу (†1876) у Рогачи
Овај биљег показује тјело покојног КОСТЕ КОСТАТИНОВИЋА из Рогаче бивши воиник II класе Трнавског баталијона кои у 36 години свога живота јуначки борећи се против турака за славу и слободу Срба у борби на Соколовици код Пазара погинуо... јулија 1876. г...

### Крајпуташ Неђељку Вилотијевићу (†1876) у Рогачи
Овај споменик показује почившег Неђељка ВИЛОТИЈЕВИЋА из Рогаче бив. воиник I-ве кла[се] десетар Трнавског баталијона које у 40 год. живота свог храбро борећи се у рату против турака за славу и отечество српско под владом књаза Милана М. Обреновића а погинуо у битци на Радојевцу 6-ог октомбра у 1876 Г. И бог да му душу прости.

### Крајпуташ Радоју К. Богдановићу (†1914) у Рогачи
Приђи ближе мили читаоче те прочитај тужни овај спомен дична Срба крабра ратоборца РАДОЈА К. БОГДАНОВИЋА из Рогаче бивши војник II позив II чета I батаљон... пука кои поживи 38 г. а погибе у Босни на Тршељу 3 авгус 1914 г. у рату србско и аустриско и тамо сарањен. Бог да му душу опрости.
Овај подигоше му спомен супруга јелика и синови Милутин Светолик и Милосав

### Крајпуташ Светозару М. Живковићу (†1914) у Рогачи
Ој Србине роде стани и прочитај спомен Светозара М. Живковића. поживи 45 Год. као угледан и поштен грађанин. Ратовао од 12 [1912] до 1914.Г. погинуо 22–10–1914. Г. Бог да му душу прости.
Овај спомен подигоше отац мајка и браћа

### Крајпуташ Драгоју Богдановићу (†1915) у Рогачи
Ратни друже и остали моји
ево спомен где ми овде стоји
покој. ДРАГОЈА БОГДАНОВИЋА из Рогаче редов 2 чете 1 батаљона 10 пука II позив рођен 1880 год. но ратујући против непријатеља и борећи се за спас отаџбине погину на Пустој реци 29. окт 1915 год.
Спомен му подигоше Драгољуб син и Радојка супруга

### Крајпуташ Радовану Богдановићу (†1915) у Рогачи
О путници мили роде стани мало овде те прочитај овај натпис овде дична Срба РАДОВАНА БОГДАНОВИЋА из Рогаче бивши војник II чете I батаљон 10 пук III позив кои поживи 53 год. кои учествова у свим ратовима од 1912 год. па до 1915 год. борећи се за веру и слободу своје отаџбине и погибе 10 новембра 1915 год. на положају и тамо је сарањен. Бог да га прости.
Овај му спомен подиже супруга Живана и синови Миленко Миливоје и Добросав

### Крајпуташ Велимиру Л. Драговићу (†1917) у Рогачи
Овај спомен показује краброг војника ВЕЛИМИРА Л. ДРАГОВИЋА из Рогаче поднаредника 4 чете пионирске Моравске дивизије кои проведе свог живота 38 г. участвовао у ратовима од 1912 г. па до 1917 год. где је и сарањен. Бог да му душу прости.
Овај му спомен подиже брат Милорад и супруга Јеленка и синови Миодраг Драгољуб и Добрица